# Robert Costanza
Robert Costanza (Pittsburgh, 14 settembre 1950) es un economista estadounidense.

## Biografía
Robert Costanza estudió Arquitectura - Estructura Urbana y Territorial en la Universidad de Florida graduándose en 1979. En 1982 fue seleccionado en el Kellogg National Fellow donde estudió y se distinguió en el campo de la conservación del medio ambiente. En 1998 recibió el premio conmemorativo Kenneth Boulding por contribuciones excepcionales a la naciente economía ecológica. En 2000 obtuvo un doctorado honorario en ciencias naturales en la Universidad de Estocolmo.
Fue director del Instituto de Economía Ecológica en la Universidad de Maryland y profesor en el Centro de Ciencias Ambientales, más tarde se convirtió en profesor y director del Instituto de Economía Ecológica en la Universidad de Vermont.
Robert Costanza es cofundador y expresidente de la Sociedad Internacional de Economía Ecológica (ISEE) y fue redactor jefe del periódico Ecological Economis hasta septiembre de 2002. Actualmente apoya al comité editorial y escribe para otros ocho medios científicos internacionales.
Actualmente es presidente de la Sociedad Internacional de Salud Ecosistémica; miembro del Comité de Coordinación Científica del Proyecto del Centro IICP LOICZ; miembro del Consejo Asesor Nacional de Estados Unidos para Política y Tecnología Ambiental (NACEPT); miembro de la oficina nacional de desarrollo sostenible; miembro del comité nacional de investigación sobre cambio climático global; miembro del Comité Nacional de Estados Unidos para el Hombre y el Programa de la Biosfera, el Comité Nacional de Servicio Marítimo de las Industrias Pesqueras; y miembro de la oficina nacional de asesores de la red de capacidad de carga.

## Investigación científica
La investigación de Costanza se centra en la interfaz entre los sistemas ecológicos y económicos, especialmente a mayores escalas temporales y espaciales. Esto incluye el modelado espacial de nivel para simulación de paisaje; el análisis de energía y materiales a través de sistemas económicos y ecológicos; evaluación de servicios ecosistémicos, biodiversidad, capacidad de carga y capital natural; y análisis disfuncional para alentar sistemas y métodos para corregirlos.

## Publicaciones
Robert Costanza, es autor o coautor de 16 libros y más de 300  investigaciones científicas. El trabajo de Constanza se ha citado en más de 1700 artículos científicos desde 1987 (según el índice de citación de la ciencia) y más de 80 entrevistas y reportajes sobre su obra han aparecido en varias publicaciones, incluyendo la revista Newsweek, la revista US News and World Report, The Economist, The New York Times, Science, Nature, National Geographic, y la National Public Radio.

### Libros
- 1991, Ecological economics: The science and management of sustainability.
- 1992, con Bryan Norton e Ben Haskell, Ecosystem health: new goals for environmental management.
- 1996, con Olman Segura y Juan Martinez-Alier, Getting down to earth: practical applications of ecological economics.
- 1997, con John Cumberland, Herman Daly, Robert Goodland e Richard Norgaard, An Introduction to Ecological Economics.
- 2000, con Tom Prugh e Herman Daly, The local politics of global sustainability.

### Artículos
- 1996, Costanza, R. Ecological economics: reintegrating the study of humans and nature. Ecological Applications 6:978-990;
- 1997, Costanza et al. The value of the world's ecosystem services and natural capital. Nature 387:253-260;
- 1998, Costanza et al. Principles for sustainable governance of the oceans. Science 281:198-199;
- 2008, Costanza, R. Current History (January 2008) An exposition of ecological economics.